# Son by Four
Son by four is een muziekgroep uit Puerto Rico die oorspronkelijk salsa romántica (romantische salsamuziek) maakte. Hun bekendste nummer is het melancholische Purest of pain, de Engelse versie van het Spaanstalige nummer A Puro Dolor (de titelsong van de Mexicaanse soapserie La Calle de las Novias). Beide versies haalden de Billboard Hot 100. In 2003 bracht Gordon een Nederlandstalige versie van dit nummer uit. De titel hiervan was "Ga dan".

## Geschiedenis
Son by Four werd opgericht door de Panamese producer en singer-songwriter Omar Alfanno en bestond bij oprichting uit de artiesten Ángel López, Pedro Quiles, Javier Montes en Jorge Montes.
Son by Four was eerst een vierkoppige boyband, maar werd na het vertrek van Ángel López een gospeltrio.